# ハテム・アケル
ハテム・アケル（Hatem Aqel、1978年6月20日 - ）は、ヨルダン出身のサッカー選手。ポジションはディフェンダー。
ヨルダン代表のキャプテンとしてカタールで開催されたAFCアジアカップ2011に臨んだが、初戦の日本戦で負傷をしてしまい、残り試合の欠場を余儀なくされた。その間、キャプテンの座はバッシャール・バニーヤシーンに譲った。

## 所属クラブ
- アル・ファイサリー 1999-2012
- → アル・ラーイド 2009-2011 （期限付き移籍）
- アル・アラビ・イルビド 2012
- アル・ファイサリー 2012-2013
- ザート・ラース・クラブ 2013-2016